# Haley Tju
Haley Tju (15 de fevereiro de 2001 Southern California) é uma atriz norte-americana mais conhecida pelo papel de Pepper na série da Nickelodeon, Bella and the Bulldogs. É a irmã mais nova da atriz Brianne Tju. Ela ganhou  fama e reconhecimento na série de tv da Nickelodeon (The Thundermans) de 2013 interpretando a sobrinha da senhora Wong, Darcy Wong.

## Carreira
Sua primeira aparição na televisão foi em um comercial para o Pizza Hut, e seu primeiro papel em um programa de TV foi em  Hannah Montana aos sete anos de idade.
No total Tju apareceu em 18 programas de TV, 4 filmes para a TV, 2 filmes e um curta-metragem. Tju has fez aparições em Cory in the House,[carece de fontes?] e The Suite Life on Deck no qual interpretou a personagem London quando criança em um episódio. Logo fez aparições em Desperate Housewives, Jessie, Go On, e The Thundermans. Ela também participou do filme Den Brother. Em 2013, Tju assinou contrato com a Nickelodeon após participar de um workshop no Los Angeles Groundlings Theater.
Seu primeiro papel de destaque foi dublando a série animada Monsters vs. Aliens, como o personagem Sqweep. Logo depois, Tju pegou um de seus primeiros papéis principais em um especial de TV chamado The Massively Mixed Up Middle School Mystery, interpretando um dos três detetives.
Desde 2015, Tju atua como Pepper Silverstein, um dos papéis principais a animadora de torcida melhor amiga de Bella Dawson (esta interpretada por Brec Bassinger) na série da Nickelodeon, Bella and the Bulldogs.

## Filmografia
| Ano       | Título                            | Papel                        | Notas                            |
| --------- | --------------------------------- | ---------------------------- | -------------------------------- |
| 2008      | Tasty Time with ZeFronk           | Haley                        | 1 episódio                       |
| 2008      | Hannah Montana                    | Menina                       | 1 episódio                       |
| 2009      | Desperate Housewives              | Garotinha                    | 1 episódio                       |
| 2010      | Dance-A-Lot Robot                 | Hailey                       | 5 episódios                      |
| 2010      | Zack & Cody: Gêmeos a Bordo       | London (criança)             | 1 episódio                       |
| 2011      | Uma Banda Lá Em Casa              | Zoey                         | 1 episódio                       |
| 2011      | The Event                         | Menina                       | 1 episódio                       |
| 2011      | Happily Divorced                  | Garotinha                    | 1 episódio                       |
| 2011      | Mike & Molly                      | Missy                        | 1 episódio                       |
| 2012      | The New Normal                    | Garotinha                    | 1 episódio                       |
| 2012-2013 | Seguindo Em Frente                | Abby                         | 2 episódios                      |
| 2013      | Jessie                            | Eileen Miller                | 1 episódio                       |
| 2013-2014 | Monstros vs Alienígenas           | Sqweep                       | voz                              |
| 2014      | The Thundermans                   | Darcy Wong                   | 2 episódios                      |
| 2014      | Papai em Apuros                   | Violet                       | 1 episódio                       |
| 2014      | Smart Alec                        | Caitlyn                      | Piloto                           |
| 2015      | Ho Ho Holiday Special             | Vovó Ethel                   | Especial de Natal da Nickelodeon |
| 2015-2016 | Bella e os Buldogues              | Pepper Silverstein           | Elenco principal                 |
| 2016      | A Lei de Milo Murphy              | Vozes adicionais             | 1 episódio                       |
| 2016      | The Mr. Peabody & Sherman Show    | Vozes adicionais             | Série original Netflix           |
| 2017      | Bones                             | Meredith Hurley              | 1 episódio                       |
| 2017      | K.C. Undercover                   | Zoe                          | 4 episódios                      |
| 2018      | Quem foi? - A Série               | Ela mesma/Vários personagens | Série original Netflix           |
| 2018      | Big Chibi 6: The Shorts           | Karmi (voz)                  | 1 episódio                       |
| 2018-2019 | O Príncipe da Peoria              | Braughner                    | Série original Netflix           |
| 2018-2019 | Kung Fu Panda: Paws of Destiny    | Nu Hai (voz)                 | Série original Amazon Prime      |
| 2018-2020 | Operação Big Hero: A Série        | Karmi (voz)                  | 16 episódios                     |
| 2018-2021 | The Loud House                    | Stella (voz)                 | 14 episódios                     |
| 2019      | NCIS                              | Alexis                       | 1 episódio                       |
| 2019      | Middle School Moguls              | Yuna (voz)                   | 4 episódios                      |
| 2019-2020 | Schooled                          | Marni                        | 6 episódios                      |
| 2019-2020 | Gatunas                           | Rachelle Cohen-Strauss       | Série original Netflix           |
| 2019-2020 | Where's Waldo?                    | Wenda (voz)                  | Série original Peacock           |
| 2020      | O Despertar das Tartarugas Ninjas | Julia (voz)                  | 1 episódio                       |
| 2020      | Glitch Techs                      | Lexi (voz)                   | Série original Netflix           |
| 2020-2021 | Amphibia                          | Marcy (voz)                  | 6 episódios                      |
| 2021      | I ❤️ Arlo                         | Alia (voz)                   | Série original Netflix           |

| Ano  | Título                                       | Papel        | Notas                  |
| ---- | -------------------------------------------- | ------------ | ---------------------- |
| 2010 | Burning Palms                                | Rose         |                        |
| 2010 | Den Brother                                  | Tina Destiny |                        |
| 2013 | The Dumb Show                                | Haley        |                        |
| 2014 | Pizza Bear Delivery Challenge                | Kylie        | Curta-metragem         |
| 2015 | Throwing Snowballs                           | Pepper       | Curta-metragem         |
| 2015 | The Massively Mixed-Up Middle School Mystery | Alyssa Perry | Curta-metragem         |
| 2016 | Rufus                                        | Paige        | Filme para TV          |
| 2016 | It's On                                      |              | Curta-metragem         |
| 2017 | Rufus 2                                      | Paige        | Filme para TV          |
| 2018 | Tremors                                      | Jai          | Filme para TV          |
| 2021 | Arlo the Alligator Boy                       | Alia (voz)   | Filme original Netflix |